# Kerk van Terwispel
De kerk van Terwispel is een kerkgebouw in Terwispel in de Nederlandse provincie Friesland.

## Beschrijving
De kerk met gereduceerd torenlichaam werd gebouwd ter vervanging van een bouwvallige kerk. De eerste steen werd gelegd op 11 juni 1864. Het muurwerk van de zaalkerk van vier traveeën wordt geleed door lisenen. In de rondboogvensters is gekleurd glas in lood aangebracht. De windwijzer op het driezijdig gesloten koor heeft de vorm van een hond. In de geveltoren met achtzijdige ingesnoerde spits en leien in rijndekking hangt een klok (1694) van klokkengieter Petrus Overney. Het mechanisch torenuurwerk (1925) is gemaakt door H.Y. Kramer.
De preekstoel (17e eeuw) met vijfzijdige kuip en dorische pilasters op de hoeken is een rijksmonument. Onder de orgelgalerij staan twee overhuifde en door driehoekige frontons bekroonde herenbanken. Het orgel uit 1878 is gebouwd door L. van Dam en Zonen.
De kerk wordt gebruikt door de Protestantse gemeente Tijnje-Terwispel.

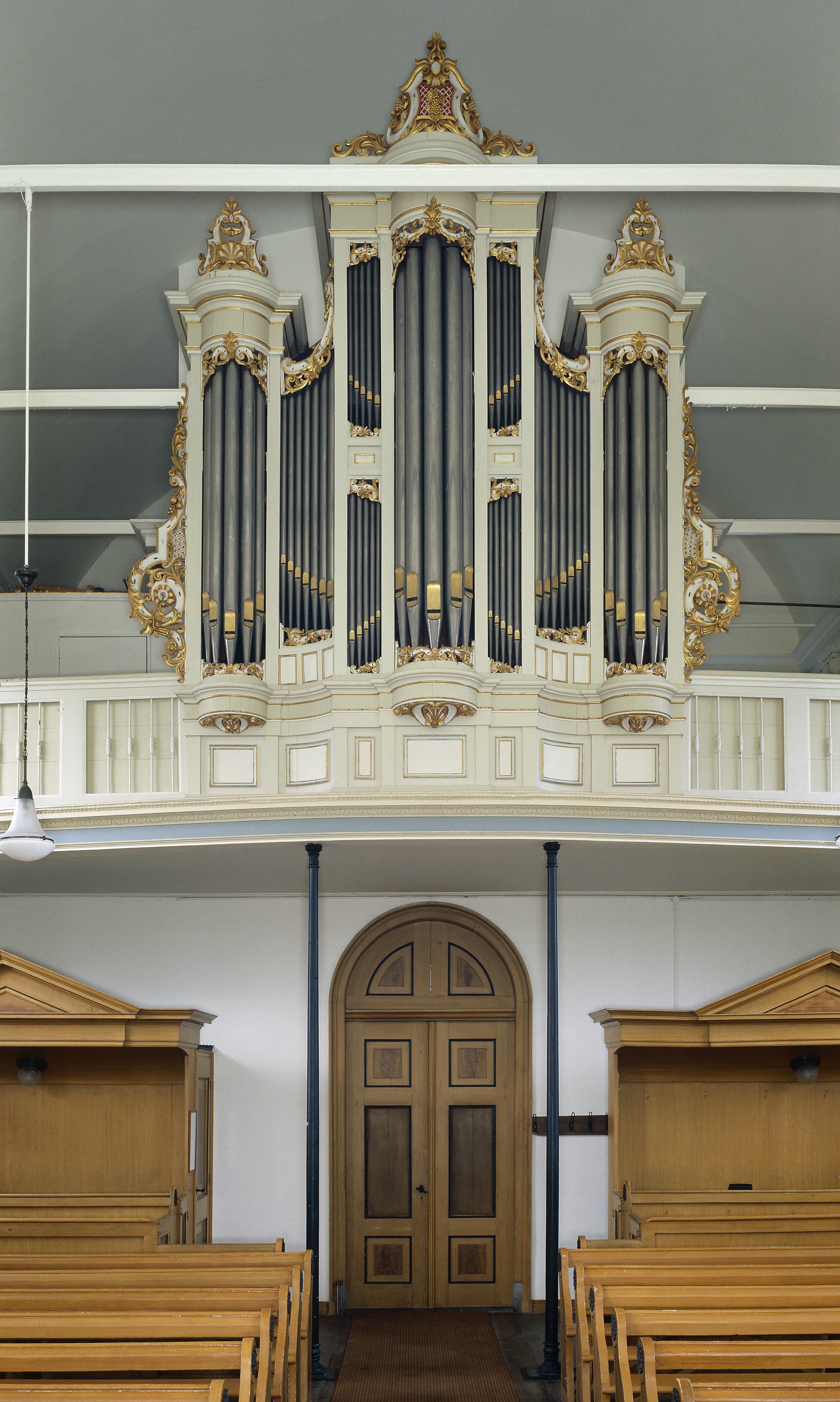
Interieur met orgel